# Sesmaria

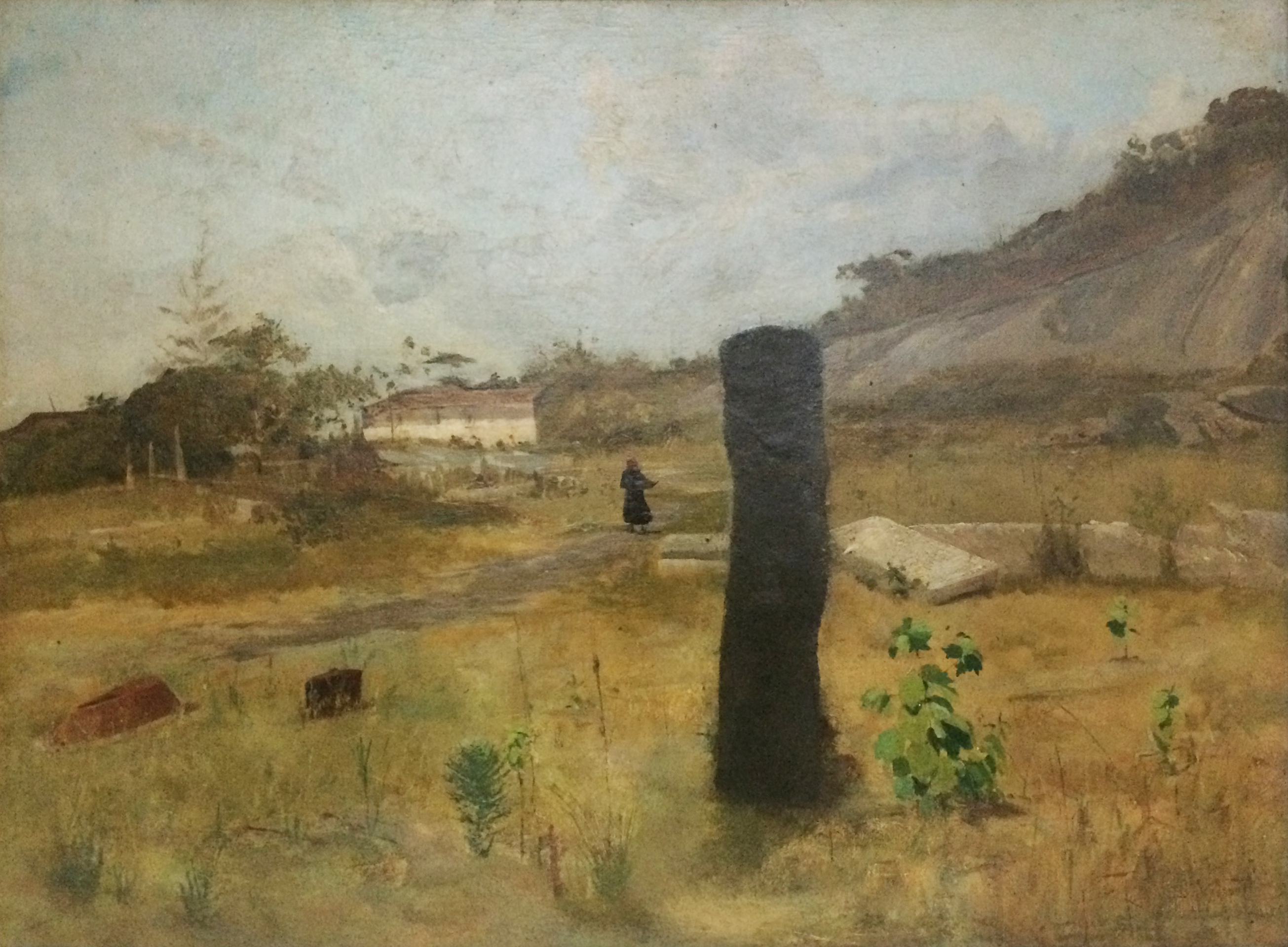
Marc de Sesmaria a Rio de Janeiro, pintura d' Eliseu Visconti.

Una sesmaria era una concessió de terres, promesa al Brasil pel govern portuguès, amb l'objectiu de desenvolupar l'agricultura, la ramaderia i, més tard, la cultura del cafè i del cacau. Al mateix temps, es tractava d'un mitjà de poblament del territori i de recompensar els nobles, navegants o militars pels serveis retuts a la corona. El sistema de sesmarias a Brasil era un allargament del sistema jurídic portuguès.
Es tractava d'una institució jurídica que reglamentava la distribució de terres destinades a la producció: l'Estat, de formació massa recent, i que no tenia la capacitat d'organitzar la producció de l'alimentació, va decidir doncs de delegar aquesta funció a particulars. Aquest sistema va aparèixer a Portugal al segle XIV, amb la Llei de les sesmaries de 1375, creada per lluitar contra la crisi agrícola i econòmica que patia el país i tot Europa, i que la Pesta Negra havia agreujat.
Quan es va realitzar la conquesta del territori brasiler a partir de 1530, l'Estat portuguès va decidir utilitzar el sistema de sesmaries a ultramar, amb algunes adaptacions.
A partir del moment que arriben al Brasil els capitans-donataris, titulars de les capitanies hereditàries, la distribució de terres als sesmeiros es converteix en una prioritat, ja que la sesmaria era la que havia de garantir el desenvolupament de la cultura del sucre a la colònia.
La principal funció del sistema de sesmaries era encoratjar la producció i així apareixia clarament al seu estatus jurídic. Quan el titular de la propietat no començava la producció en els terminis fixats, el seu dret de possessió podia ser anul·lat.
La distribució de les terres és a l'origen del sistema sesmarial, una forma que s'ha difós al sud de Portugal a partir del segle XIII i que s'ha transformat en verdadera política de poblament, ampliant-se a les colònies. La posada en marxa d'un Consell municipal feia necessària la distribució de les seves terres als habitants. Per posar un fre a les pretensions territorials exagerades, es va generalitzar en aquesta època la utilització d'una variant de l'antic principi greco-romà de l'arrendament emfitèutic, conegut amb el nom de sesmaria.
L'arrendament emfitèutic és un contracte d'alienació territorial que divideix la propietat d'un bé immobiliari en dos tipus de dominis: el domini eminent, o directe, i el domini útil, o indirecte. Signant per a un bé un arrendament emfitèutic, el propietari de ple dret no el transfereix integralment a un tercer. El que cedeix és només el seu domini útil, és a dir el dret d'utilitzar el bé immobiliari i aportar-li les millores, retenint per a ell mateix, tanmateix, en última instància el domini directe, la propietat. A canvi del domini indirecte que li és concedit, el beneficiari accepta una sèrie de condicions que li són imposades, i s'obliga igualment a pagar una pensió anual al propietari del domini directe, posant-se així en una situació de relloguer. Si les condicions del contracte no són executades, el domini útil torna al posseïdor del domini directe.
El que singularitza la sesmaria respecte al tradicional contracte emfitèutic era que a diferència de l'obligació de pagar un lloguer, el que s'exigia era el cultiu de la terra en un temps determinat. Es buscava garantir la utilització productiva de la terra i l'èxit de l'esforç de poblament.
Amb l'expansió marítima portuguesa, la institució de la sesmaria es va transposar als territoris conquerits. És impossible de comprendre el procés d'apropiació de les terres a Brasil durant el període colonial sense fer referència al sistema sesmarial, que no va ser abolit fins a la vigília de la Independència i la incidència de la qual sobre l'estructura agrària del país es va fer sentir molt de temps sentir perquè va influir fortament en l'organització social i del treball al Brasil, fundat sobre el model del latifundi, combinant monocultiu i l'esclavitud.